# Półdesmosomy
Półdesmosomy, hemidesmosomy – struktury łączące komórki naskórka (keratynocyty w warstwie podstawnej) z błoną podstawną (macierzą międzykomórkową). Błona podstawna po drugiej stronie połączona jest ze skórą właściwą. 
Półdesmosom łączy grube filamenty keratynowe (filamenty pośrednie) komórki z macierzą za pośrednictwem transbłonowych integryn (w odróżnieniu od desmosomów, które łączą komórki ze sobą, a pośredniczą w tym desmogleiny). 
Mutacje wpływające na kotwiczenie za pośrednictwem półdesmosomów mogą prowadzić do wystąpienia genetycznie uwarunkowanych pęcherzowych chorób skóry, kiedy to nabłonek odrywa się od macierzy, co powoduje gromadzenie się płynu zewnątrzkomórkowego i tworzenie się pęcherzy. Podobne konsekwencje ma pemfigoid pęcherzowy – autoimmunologiczna choroba skóry. Organizm w tym wypadku wytwarza przeciwciała atakujące białka obecne w hemidesmosomach, co powoduje osłabienie przytwierdzenia naskórka do błony podstawnej (a przez to do tkanki łącznej skóry właściwej) i wyciek płynu do przestrzeni pod naskórkiem.